# Barczewo
Barczewo (Wartenburg in Ostpreußen fino al 1945 - dal 1945 al 1946 Wartembork) è un comune urbano-rurale polacco del distretto di Olsztyn, nel voivodato della Varmia-Masuria.
Ricopre una superficie di 319,85 km² e nel 2004 contava 16 315 abitanti.
Si trova a 20 km a nord-est di Olsztyn, nella regione storica della Warmia. L'origine della città risale al 1325.

## Nome
Il nome tedesco della città ("Wartenburg") ha le sue origini dalla città di Wartenburg (Elba). In polacco la città era storicamente conosciuta come Wartembork, Wartenberg, Wartenbergk, Wathberg, Bartenburg, Warperc, Wasperc, Wartbór o Wartbórz.
All' indomani della seconda guerra mondiale, la città tedesca fu annessa alla Polonia. La Commissione per la determinazione della toponomastica decise di cambiare il nome della città. Per un breve periodo fu chiamata Nowowiejsk, in onore del compositore locale Feliks Nowowiejski, a partire da settembre del 1946. Nel dicembre di quello stesso anno, la Commissione stabilì un nuovo nome, Barczewo, in onore dell'attivista nazionale polacco che combatté contro l'oppressione prussiana dei polacchi in Warmia, Walenty Barczewski (1865-1928).

## Storia

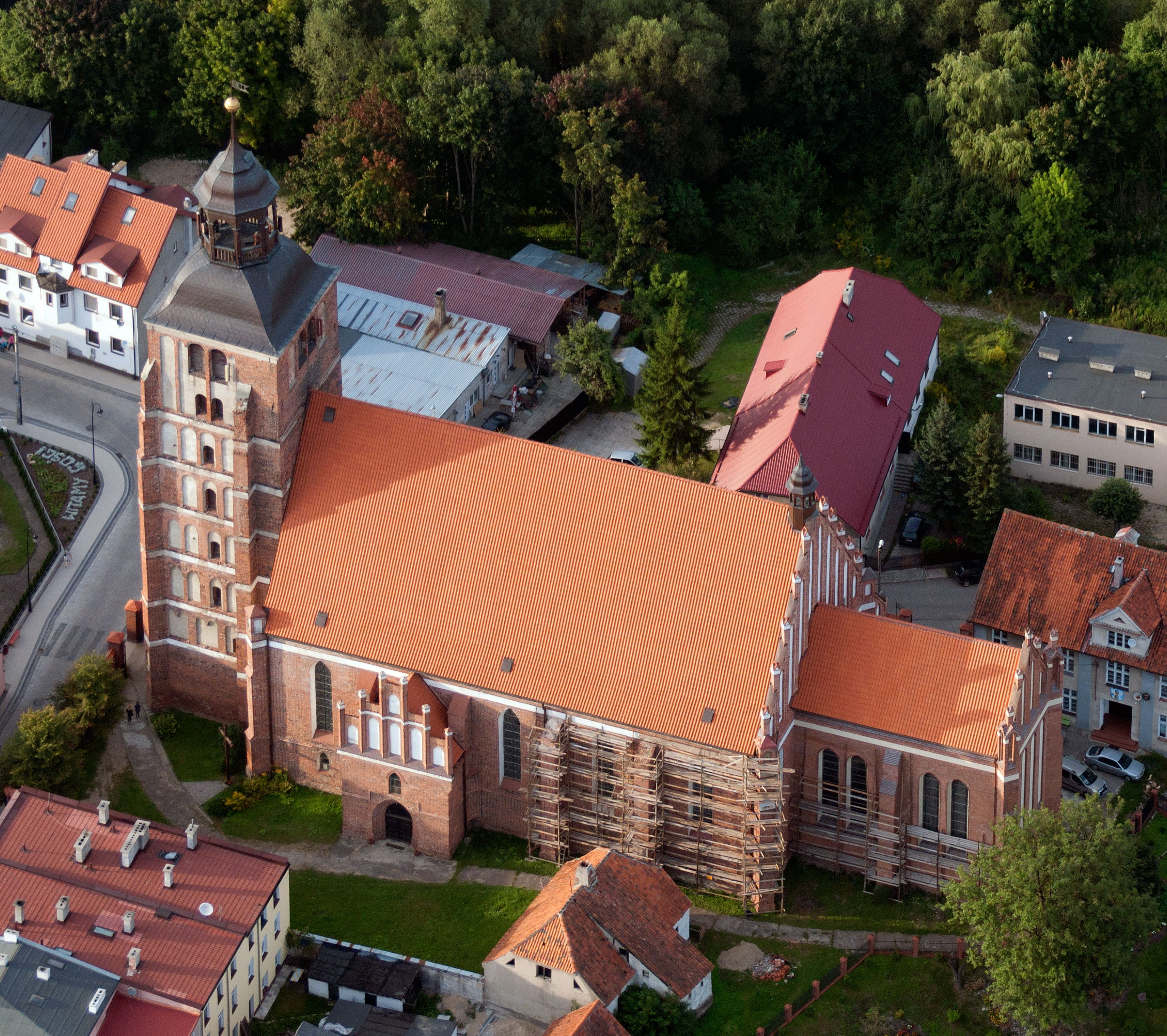
Chiesa gotica in mattoni di Sant'Anna nel centro storico

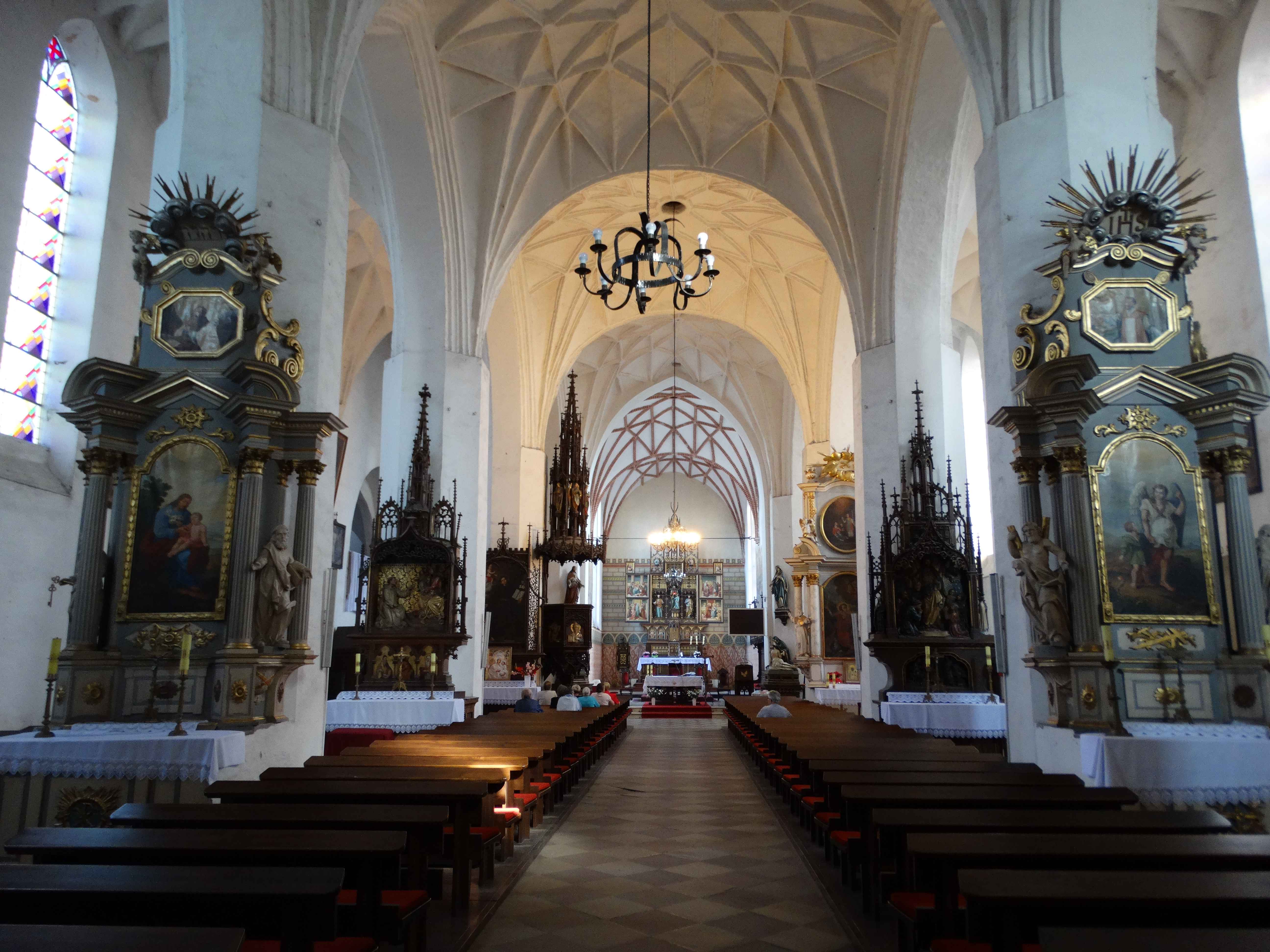
Chiesa di Sant'Anna (vista interna)

La città fu fondata nel 1325 ma venne distrutta subito dopo dai lituani. La città ricostruita ottenne i diritti di città nel 1364. Nel 1466, dopo la Seconda Pace di Toruń, la città, allora conosciuta come "Wartberg",  divenne parte del Regno di Polonia. Nel 1772, dopo la prima divisione della Polonia, fu annessa al Regno di Prussia.
Secondo le statistiche tedesche, i polacchi costituivano il 72% della popolazione nel 1825 e il 62% nel 1861; Gerard Labuda e August von Haxthausen danno il numero di 1 500 polacchi e 590 tedeschi che vivevano nella città nel 1825. Il monastero locale fu secolarizzato nel 1810, nel 1819/1820 le autorità prussiane decisero di chiudere il monastero che era stato descritto come "la roccaforte polacca". Dopo la morte di padre Tyburcjusz Bojarzynowski, ultimo leader del monastero, nel 1834 venne trasformato in prigione di stato. Secondo Wojciech Zenderowski questo faceva parte delle repressioni prussiane contro i polacchi poiché il monastero era considerato particolarmente problematico dalle autorità prussiane essendo un centro di resistenza polacca.

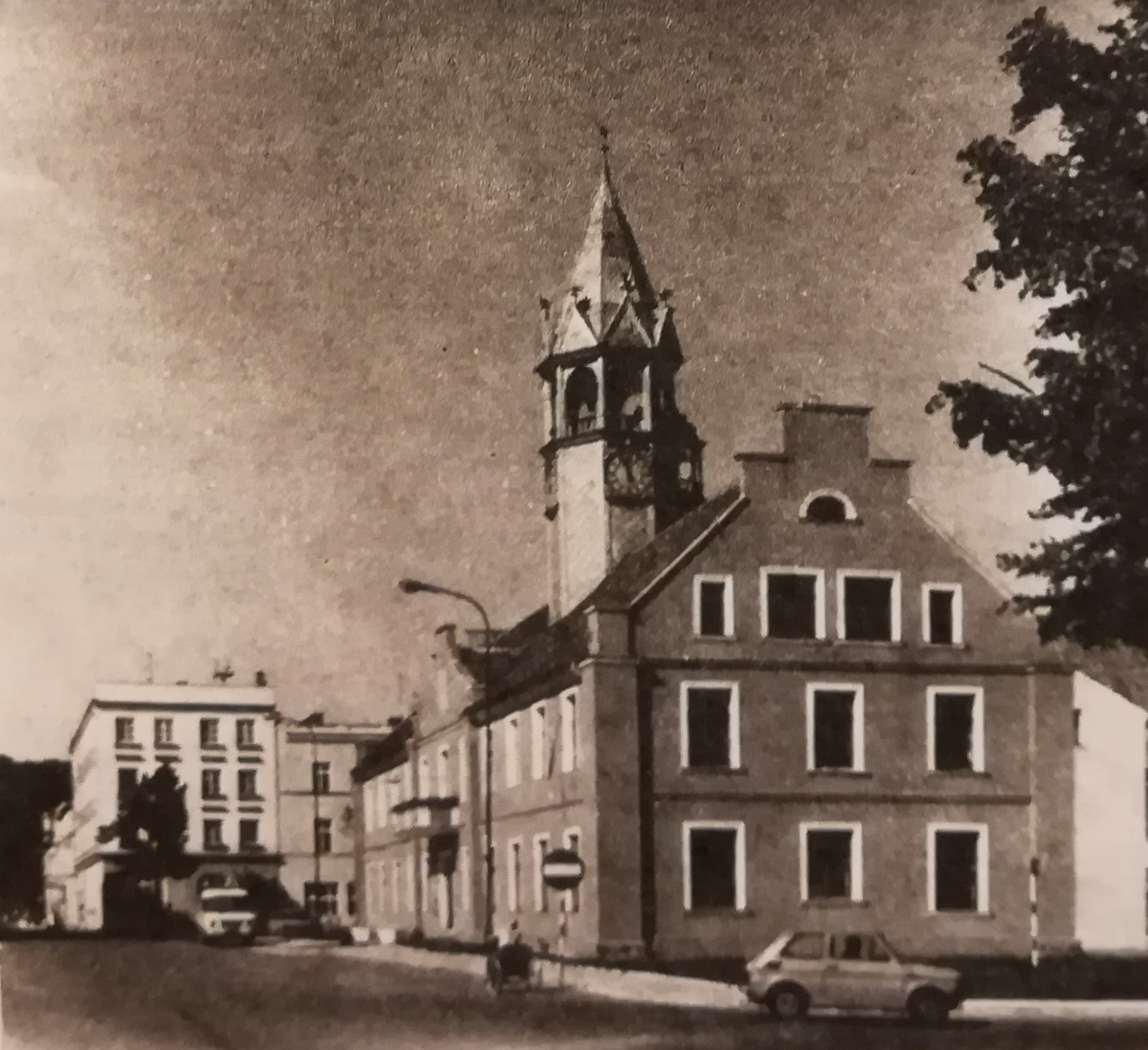
Municipio di Barczewo nel 1988

Nel 1947 fu costruita una sinagoga ebraica ed esiste anche un cimitero ebraico risalente al XIX secolo. Durante la Rivolta di gennaio del 1860 contro l'Impero russo, Barczewo divenne il centro locale di fornitura di medicine, cibo e persino armi da fuoco ai ribelli polacchi, con la società polacca nella città che divenne attiva nello sforzo bellico, guidata da August Sokołowski. Nel 1885 i polacchi organizzarono un raduno di massa, chiedendo tra l'altro che i bambini polacchi potessero usare la loro lingua a scuola. Nel 1886 fu aperta una libreria con libri e pubblicazioni polacche nella città ed entrò in conflitto con le autorità tedesche che volevano la rimozione dei segni della lingua polacca.

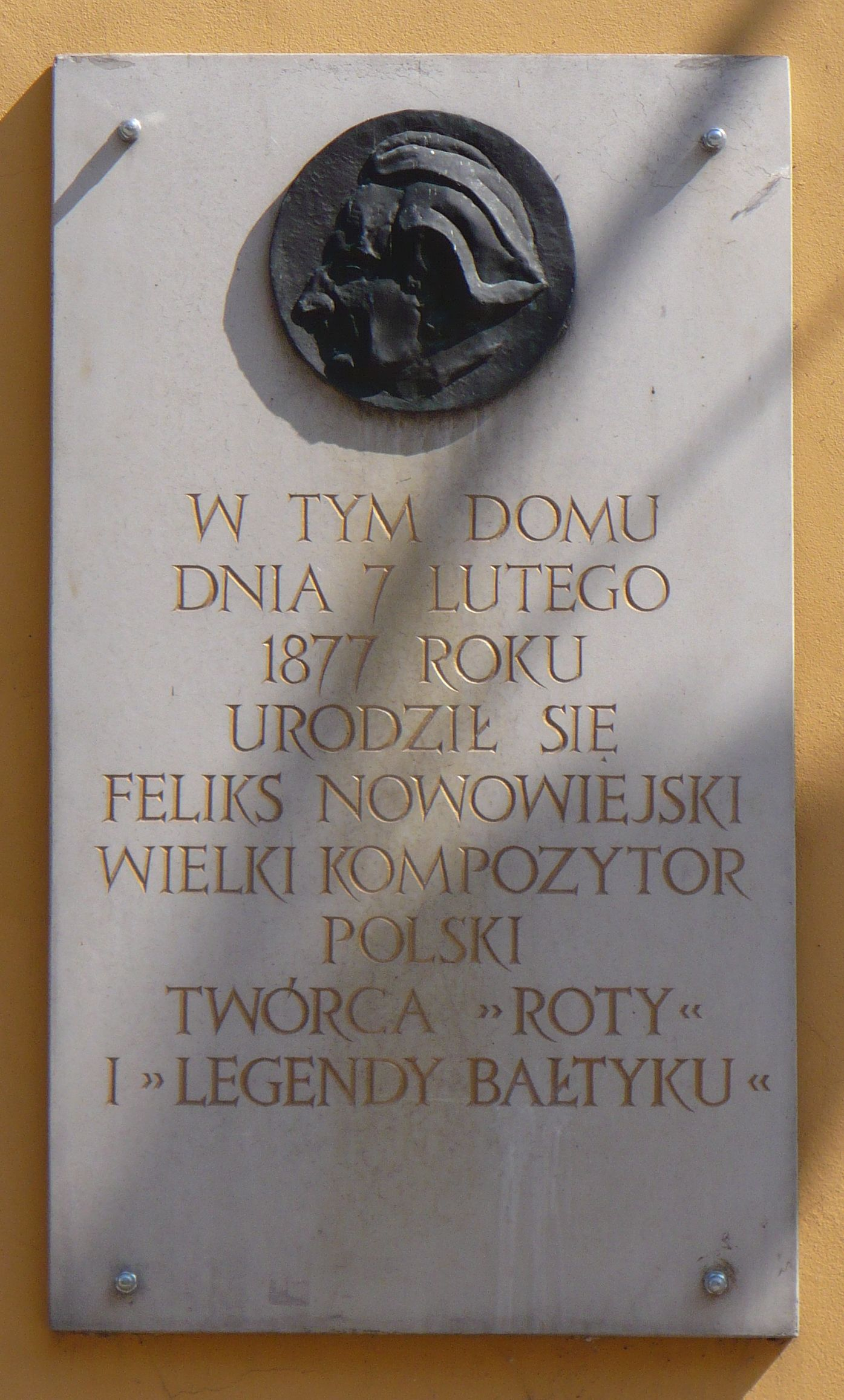
Lapide sulla facciata del Museo Feliks Nowowiejski, che ricorda il compositore polacco, nato in città. Il museo si trova nella casa di famiglia del compositore.

Nel plebiscito del 1920, 3 020 abitanti votarono per rimanere nella Prussia orientale tedesca di Weimar, 140 voti sostennero la Polonia. Nel periodo tra le due guerre la città fu la residenza dell'immaginario Kuba spod Wartemborka, uno pseudonimo di una figura della stampa polacca in Warmia creata da Seweryn Pieniężny (1890-1940) che ridicolizzava gli sforzi di germanizzazione contro i polacchi nella regione. Le organizzazioni polacche continuarono a prosperare nella città, fino alla seconda guerra mondiale. Quando il partito nazista fu eletto al potere in Germania, le repressioni si intensificarono, molti attivisti polacchi furono imprigionati o, come Pieniężny, assassinati nei campi di concentramento e nelle prigioni naziste. Durante la guerra, la restante comunità ebraica fu assassinata nell'Olocausto. Il 31 gennaio 1945, la città fu occupata dalle truppe sovietiche senza combattere. Il 22 maggio 1945 la città, ormai distrutta al 60%, fu consegnata a funzionari polacchi.

## Popolazione storica
- 1825: 2 090 di cui 1 500 madrelingua polacchi (72%) e 590 tedeschi (28%).[2]
- 1837: 2 550 di cui 1 794 madrelingua polacchi (70%) e 756 tedeschi (30%).
- 1861: 3 272 (77 ebrei)
- 1880: 4 499 (111 ebrei)
- 1933: 4 818 (40 ebrei)
- 1939: 5 841 (23 ebrei)[7]

## Siti di interesse
- Castello di Barczewo
- Museo Feliks Nowowiejski[15]